# Homeland Park
Homeland Park est une census-designated place située dans le comté d'Anderson, dans l’État de Caroline du Sud, aux États-Unis. Lors du recensement de 2020, elle comptait 6 445 habitants.